# 象の鼻パーク

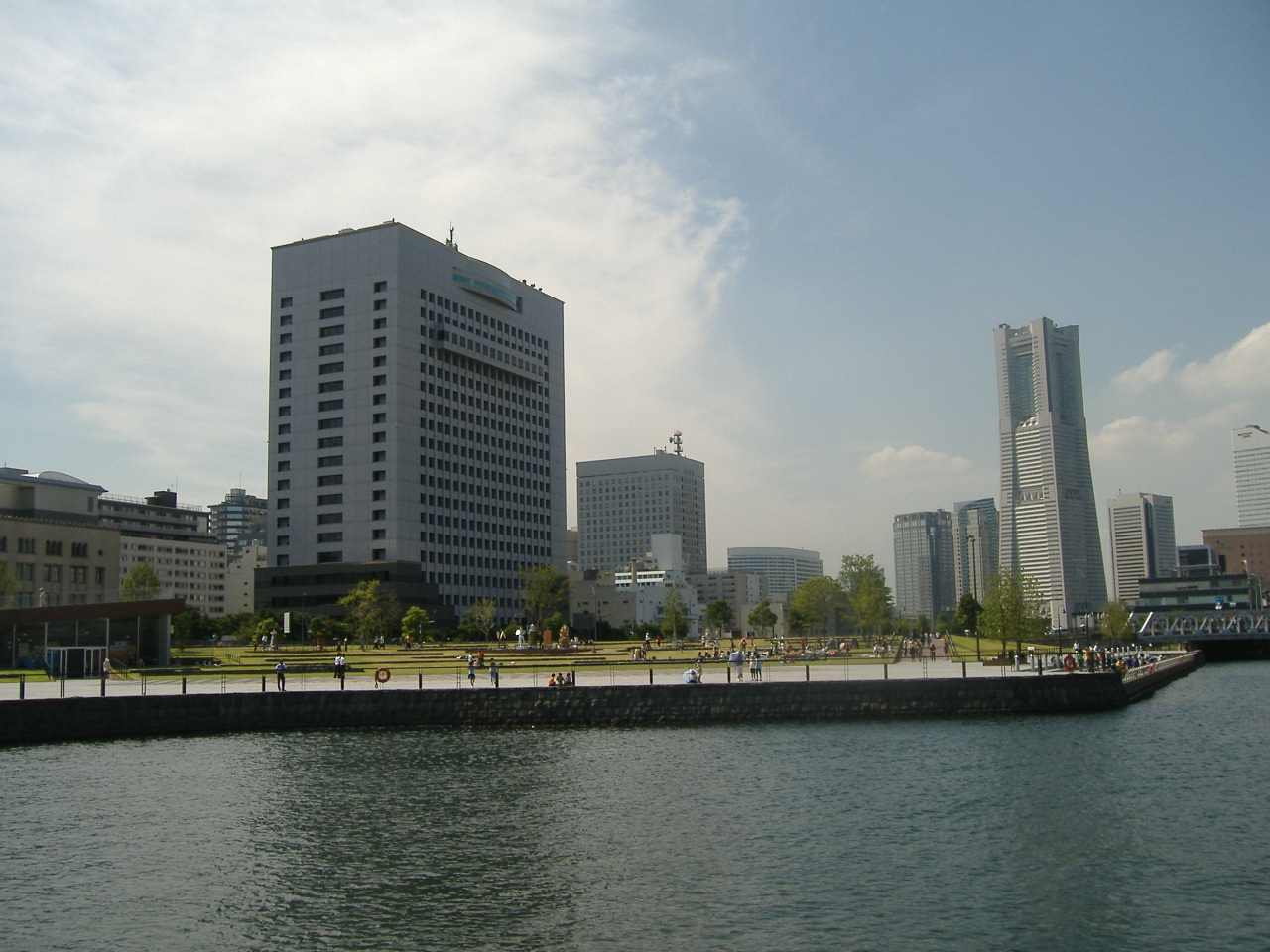
象の鼻防波堤突端から見た象の鼻パーク

象の鼻パーク（ぞうのはなパーク）は、神奈川県横浜市中区海岸通1丁目にある公園で、横浜港発祥の地である。横浜みなとみらい21地区計画の3街区に当たる。
象の鼻波止場を明治中期の形状に復元し、横浜港開港150周年となる2009年（平成21年）6月2日に開園した。なお、今後も山下臨港線プロムナードの一部撤去など周辺の整備等が行われる予定である。

## 歴史

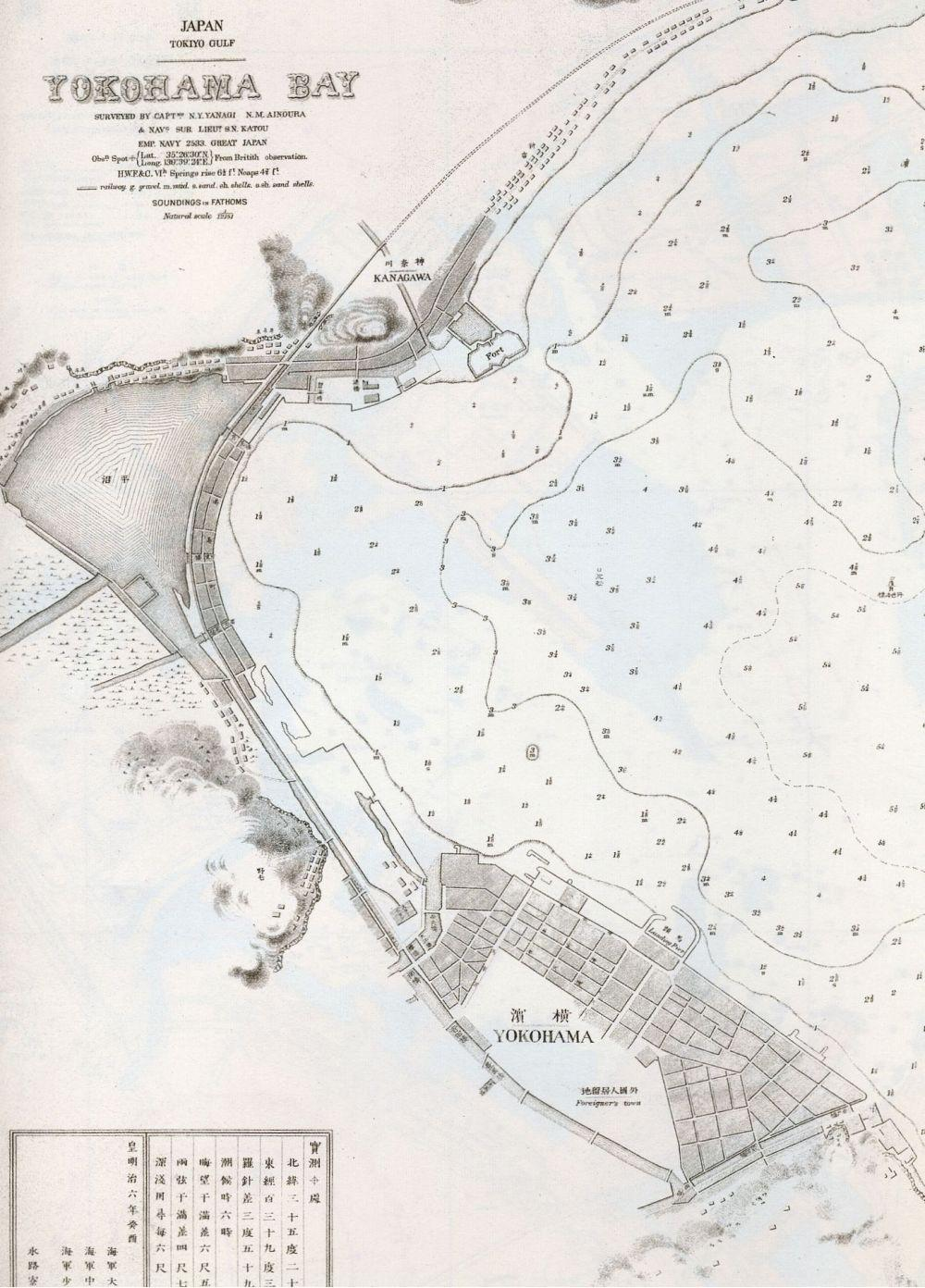
日本海軍水路寮作成海図「武藏國横濱灣」の一部（明治7年（1874年）刊行）。図の中心からやや右下に2つの波止場が確認できる。

右下の波止場が象の鼻（1881年（明治14年））

- 1859年（安政6年） 東波止場（イギリス波止場）と西波止場（税関波止場）の2本の突堤が幕府によって建設され、横浜港が開港[3][4][5]。
- 1867年（慶応3年） 東波止場が弓なりに湾曲した形に築造され、その形状から象の鼻と呼ばれるようになる[6]。
- 1896年（明治29年） イギリス人技師・パーマーの設計により西波止場の先端に大さん橋が築造され[6]、西波止場の背面が埋め立てられる。
- 1923年（大正12年） 関東大震災により被災。その後、象の鼻波止場（東波止場）は直線に近い形状で復旧する。
- 2009年（平成21年） 横浜開港150周年を記念して、象の鼻波止場が明治中期頃の形状に復元され、開園。設計者は小泉雅生（小泉アトリエ）[7]。

## 象の鼻パーク内の施設等
施設の位置などについてはパーク施設案内リーフレット（横浜市港湾局）を参照
- 象の鼻防波堤 - 象の鼻防波堤は明治中期の姿に復元されている[8]。ガス灯を模した照明灯が設置され、関東大震災で沈んだと考えられる防波堤の一部は、そのままの形で保存・復元されている。今日では、横浜港を見渡すことができる、新たなビューポイントになっている。
- 開港波止場 - 日本大通りから港を感じることができる開放的な広場で、イベントなどにも利用されている。明治時代に港の荷役作業で使用された軌道と転車台の遺構がある。
- ピア象の鼻（桟橋）
- 開港の丘 - 緩やかな斜面から港や海を見渡すことができる草地広場。ゆっくり腰を下ろして港の雰囲気を楽しむことができる。開港の丘内には、象の鼻テラスがある。
- 象の鼻テラス[9] - 象の鼻カフェや多目的スペースが併設されている。象の鼻テラスには、シンボルとなっている「時をかける象（ペリー）」が設置されている。横浜の150年の歩を見つめ続けてきたペリーには、これからの横浜と人類を力強く導く、対話と活力のシンボル。制作年：2009年/サイズ：全長6m、高さ2m60cm、足のサイズ72cm/仕様：繊維強化プラスチック (FRP) ほか[10]
- スクリーンパネル - 波止場を囲むようにサークル状に配置されている[11]。夜間は照明が点灯し、夜景に彩りを添えている[注 1]。

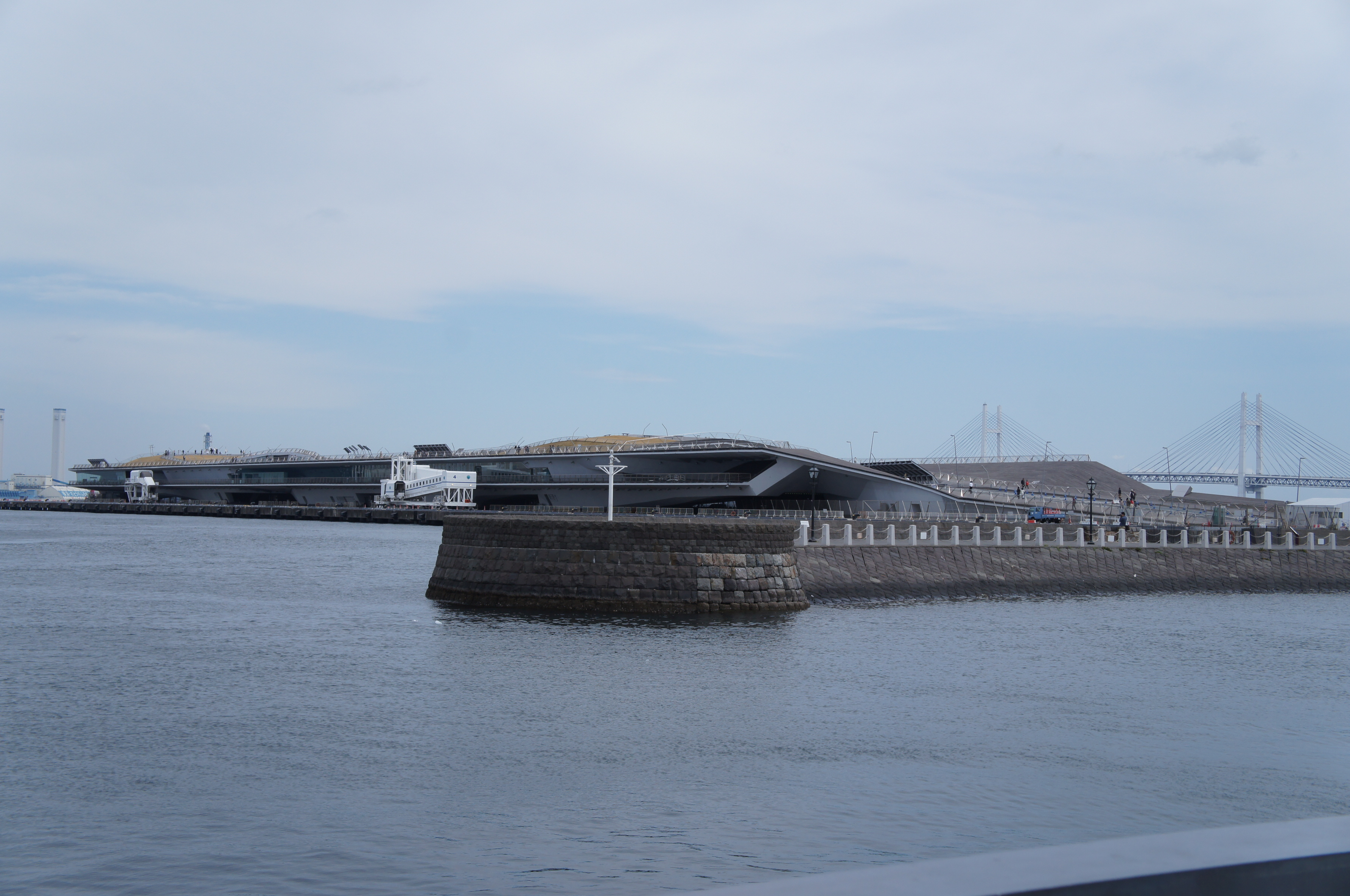
象の鼻テラスから象の鼻防波堤と大さん橋を望む
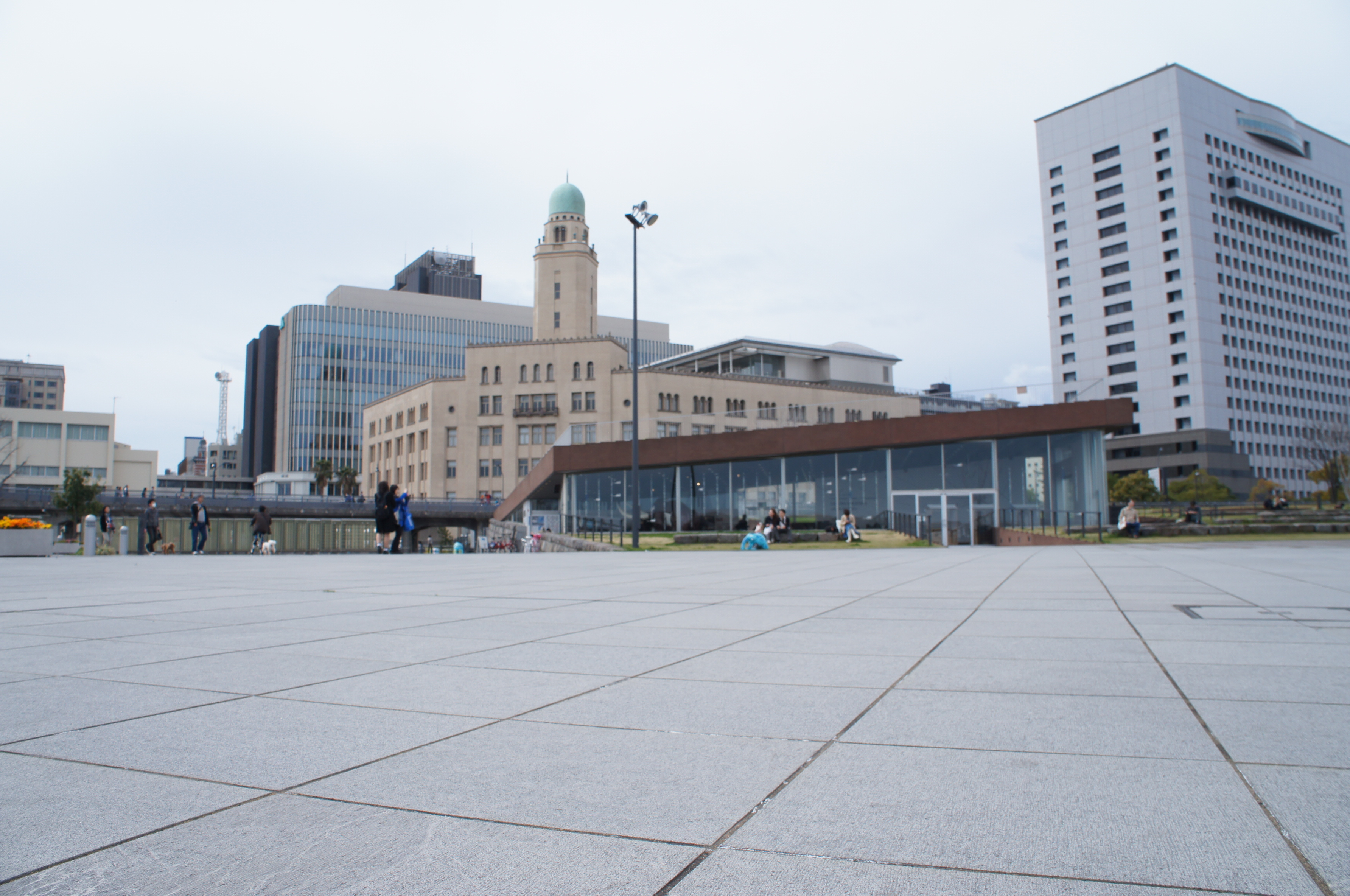
象の鼻テラスと背後にクイーンの塔（横浜税関）
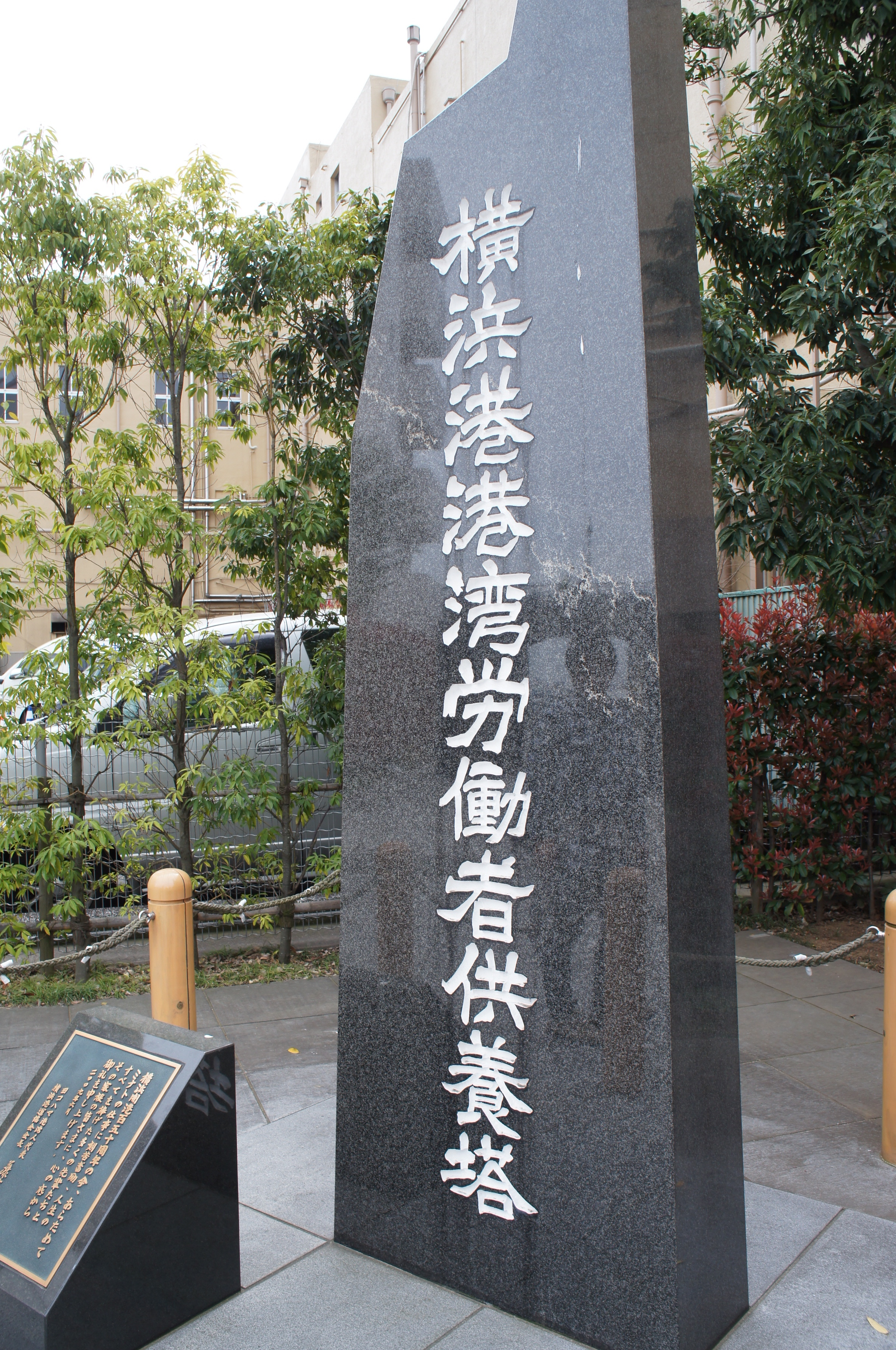
横浜港港湾労働者供養塔

## 遺構
整備時に遺構が発見され、保存されている。以下の3箇所がある。
- 鉄軌道と転車台（横浜市認定歴史的建造物）
- 象の鼻防波堤の石積み
- 煉瓦造2階建倉庫

## 公園からの景色
当公園はクイーンの塔（横浜税関）・ジャックの塔（横浜市開港記念会館）・キングの塔（神奈川県庁舎）の横浜三塔が一望できる数少ないスポットの一つである。

## イベント

### スマートイルミネーション横浜
当公園を中心として横浜都心臨海部で、2019年まで毎年10月〜11月頃（数日間）に開催されていたイルミネーションイベント。
2010年に「象の鼻テラス」における「夜景開発プロジェクト」（横浜市創造都市政策の一環）として開始し、翌年より「スマートイルミネーション横浜」として象の鼻地区以外の臨海部にもエリアを拡大して開催されている。LED照明などの省エネルギー技術を活用するとともに、これまでにない幻想的な夜景の創造を試みるアートイベントとなっている。
2013年に開催されたイベントの様子

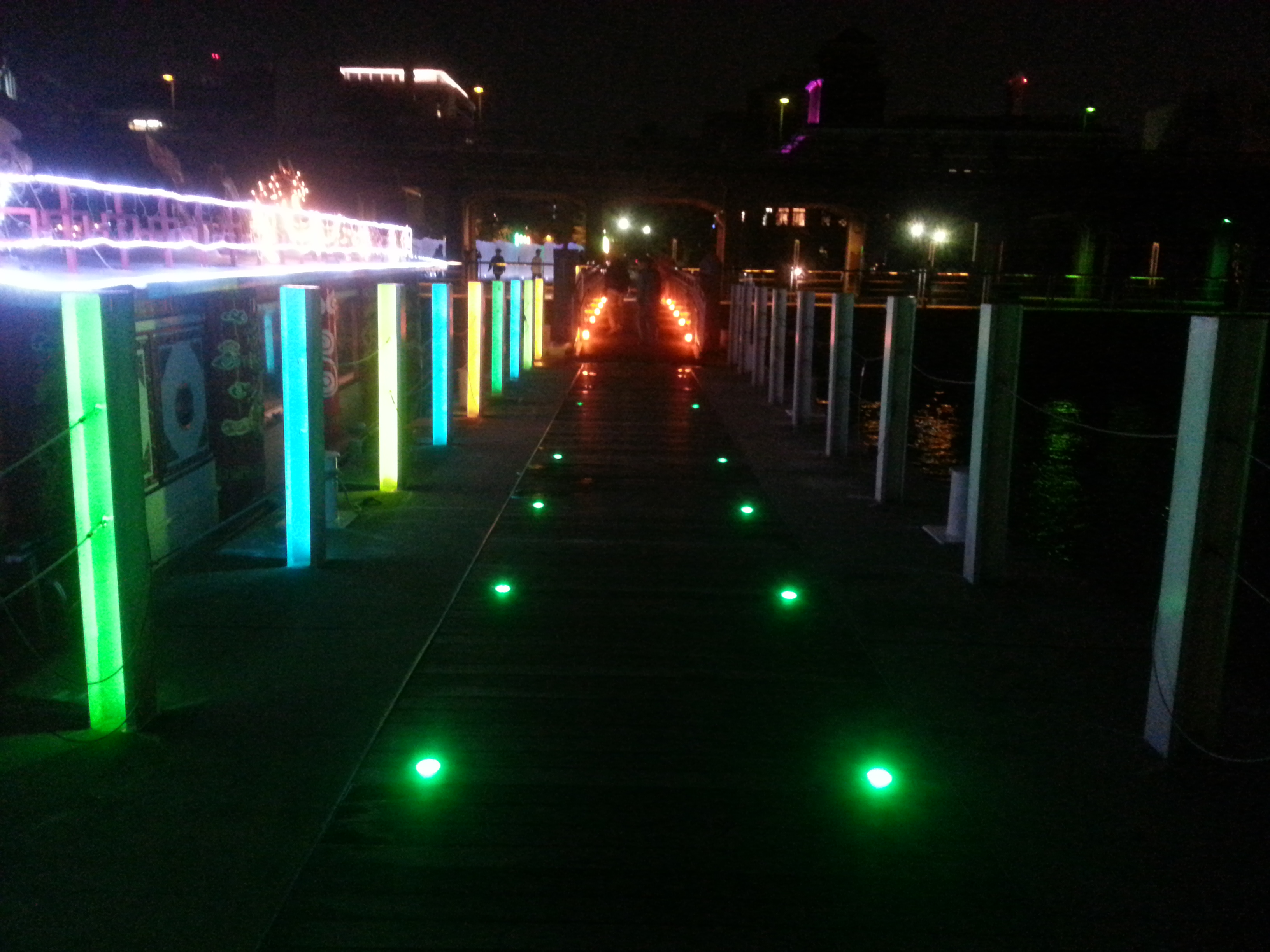
WRAPPING THE CITY LIGHTS 2013（既存照明のカラーチェンジ）
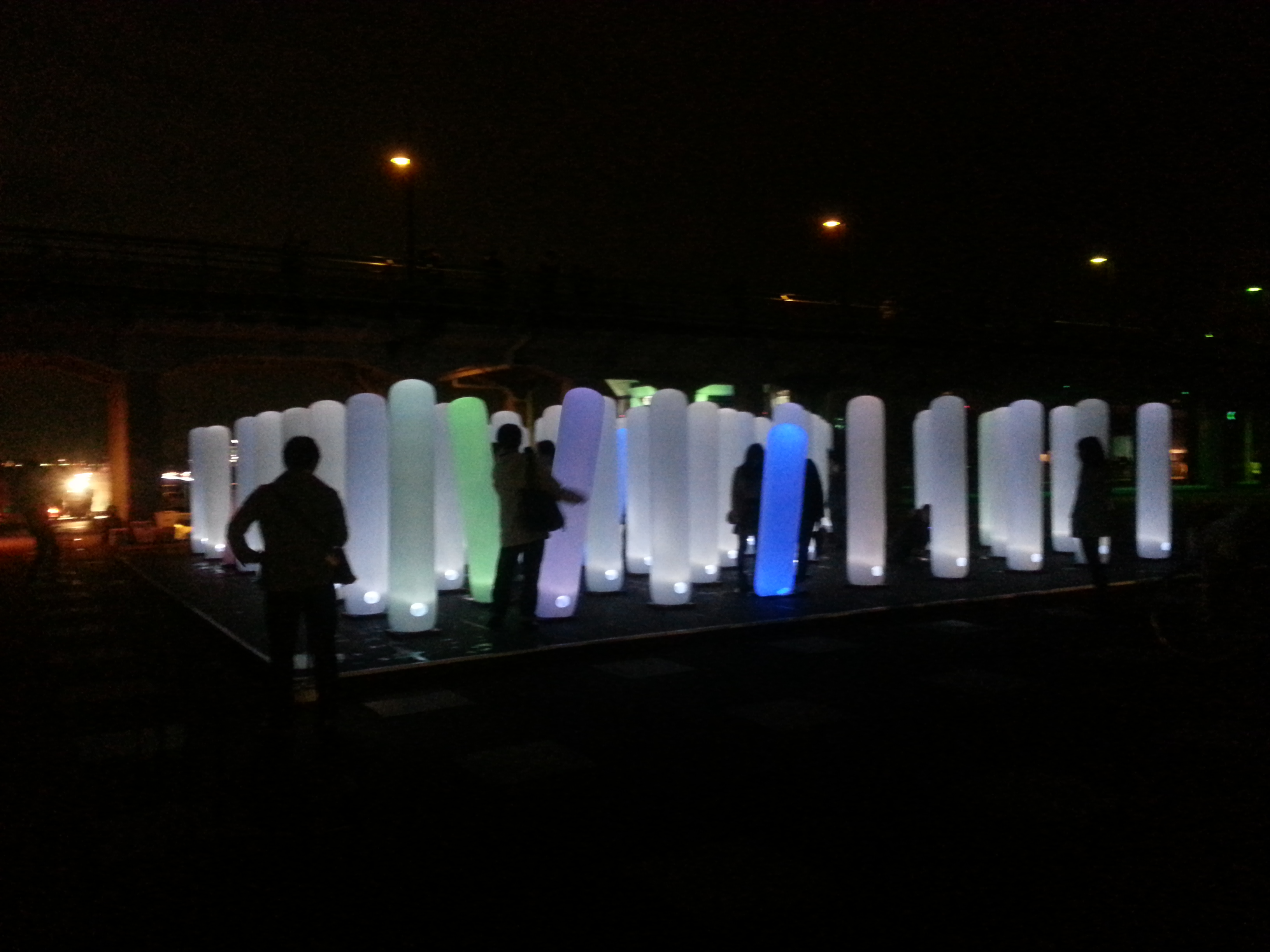
balloomination
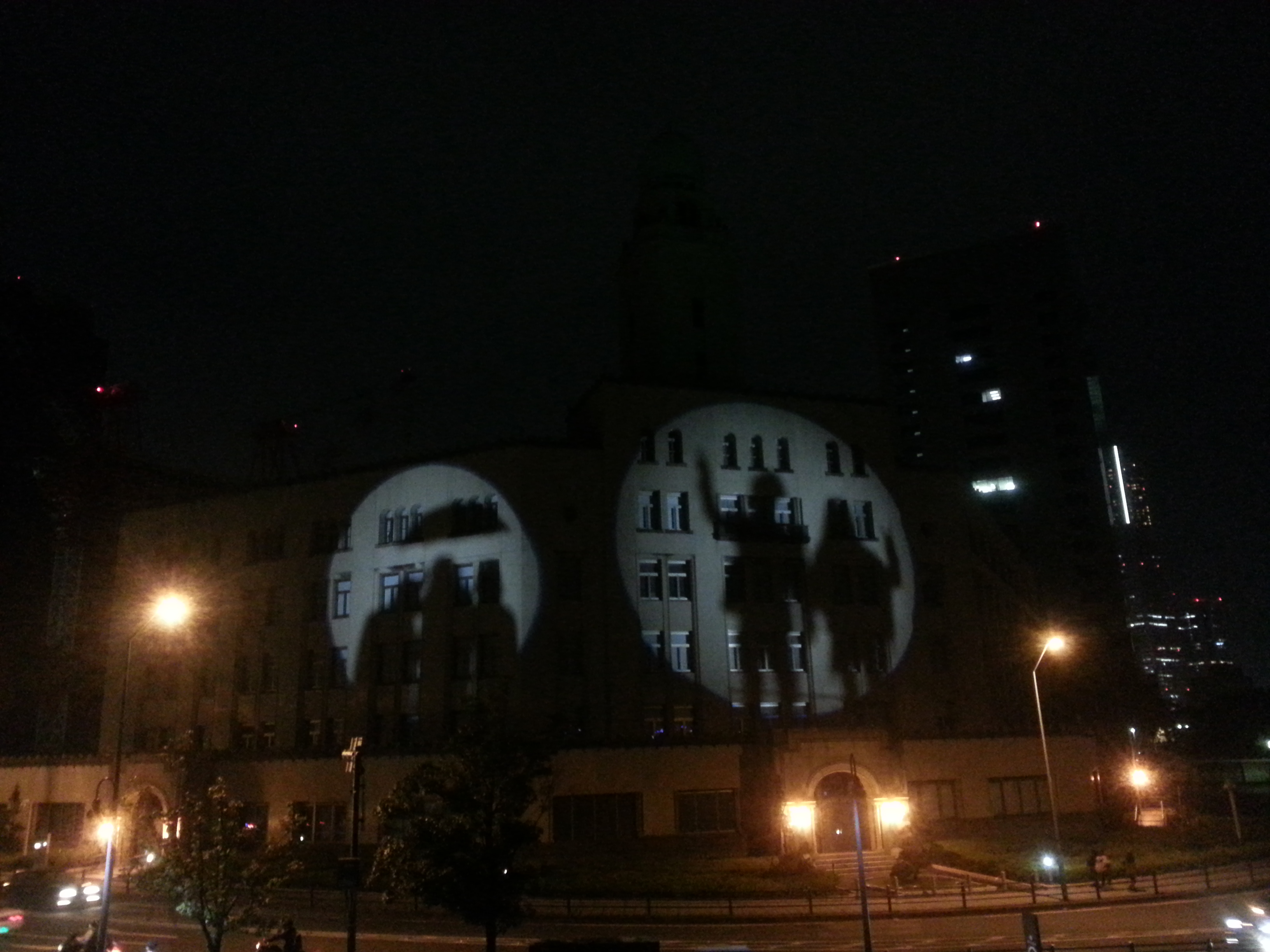
The meeting Shadow Play（横浜税関壁面に来場者の影絵を投影）
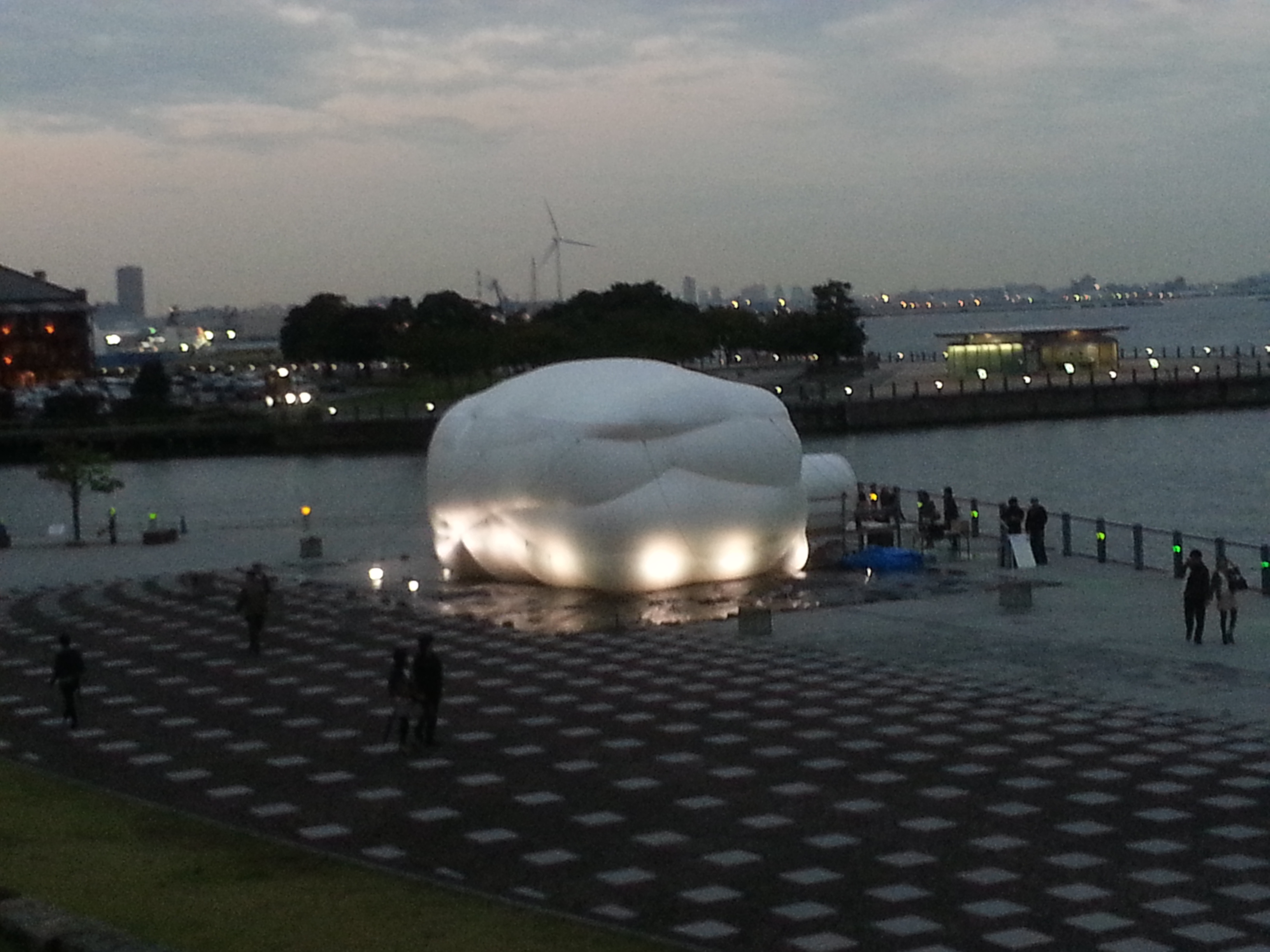
Net Blow-Up
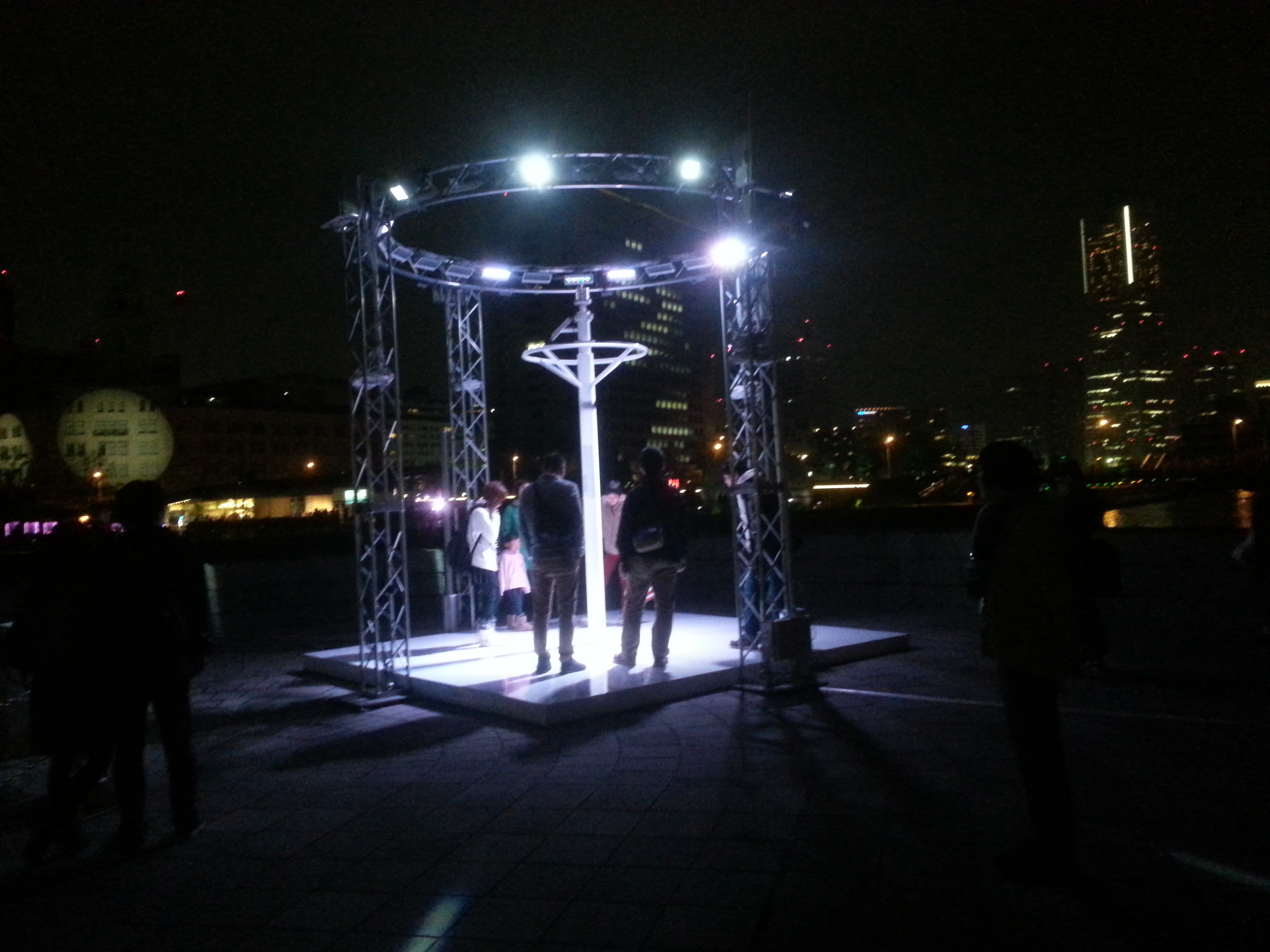
Time Lapse Plant_One Ring
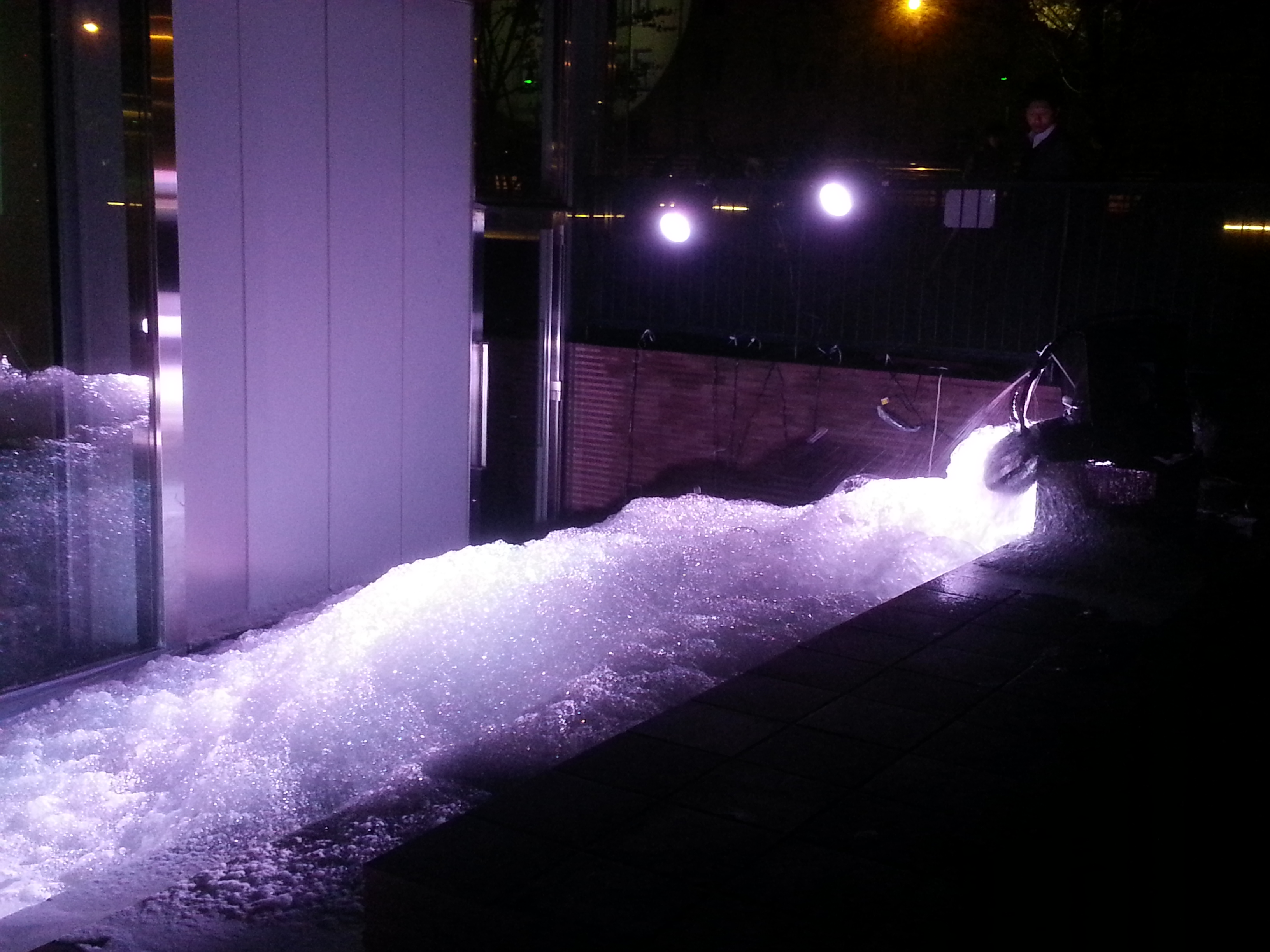
泡Hour

### 過去に開催されたイベント
- 第33回全国都市緑化よこはまフェア（愛称：ガーデンネックレス横浜2017/開催期間：2017年3月25日〜6月4日）
みなとガーデン会場の一つとして、同イベントのシンボルキャラクター"ガーデンベア"[16]の世界をモチーフにした「ガーデンベアの庭」（同イベントのシンボルガーデン）や企業・団体による「もてなしの庭」をテーマにした庭園などの展示が行われた[17]。

シンボルガーデン「ガーデンベアの庭」

## 交通アクセス
電車
- みなとみらい線「日本大通り駅」より徒歩約3分

水上バス
- ピア象の鼻（桟橋）
  - 京浜フェリーボートの水上バスで、ピア日本丸・ピア運河パーク・ピア大さん橋と接続[18]。

## 周辺
- みなとみらい21（新港地区）
- 横浜赤レンガ倉庫
- 山下臨港線プロムナード
- 大さん橋
- 山下公園
- 横浜開港資料館
- 横浜税関（クイーンの塔）

## ギャラリー

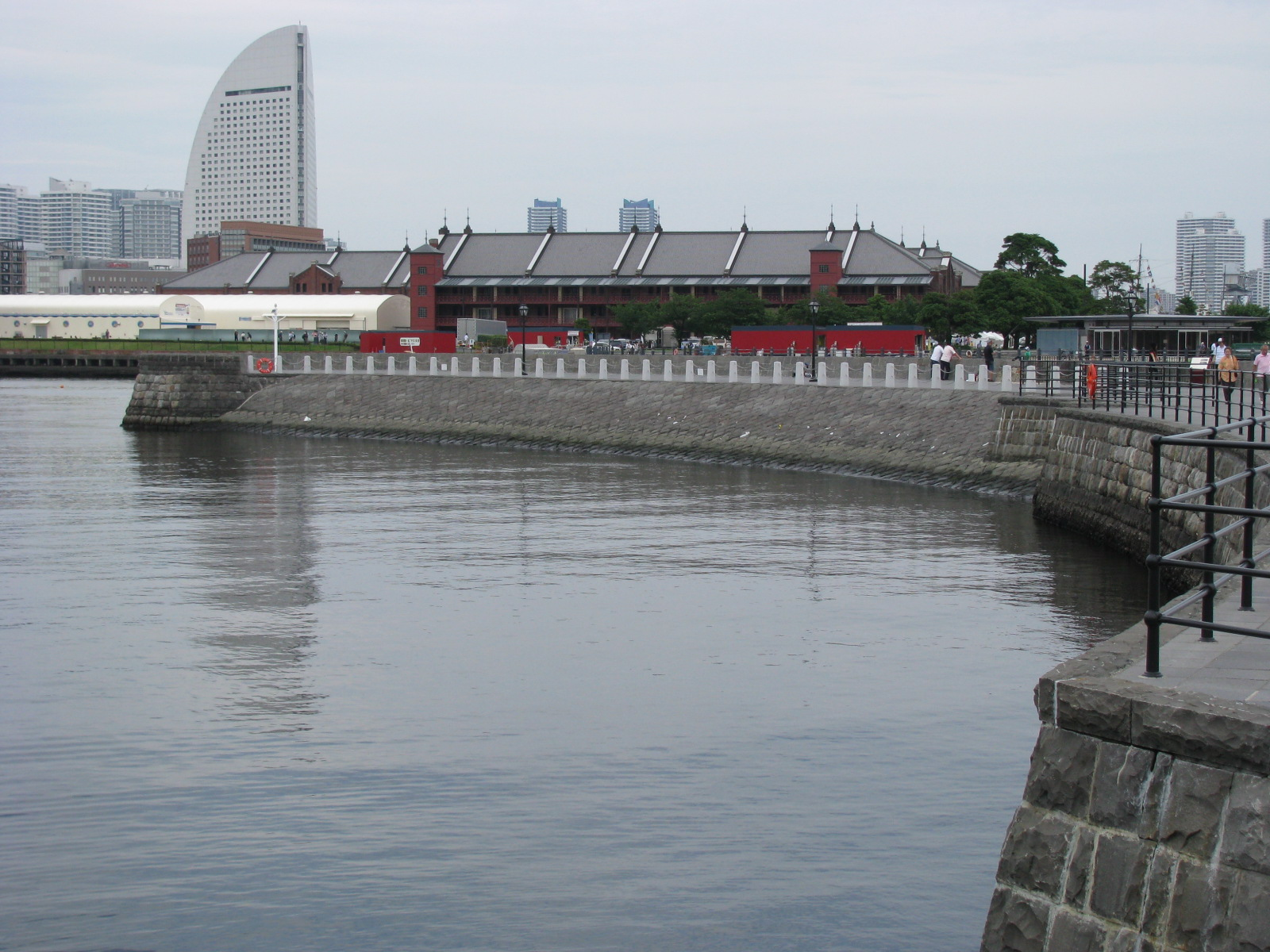
象の鼻防波堤、奥は赤レンガ倉庫
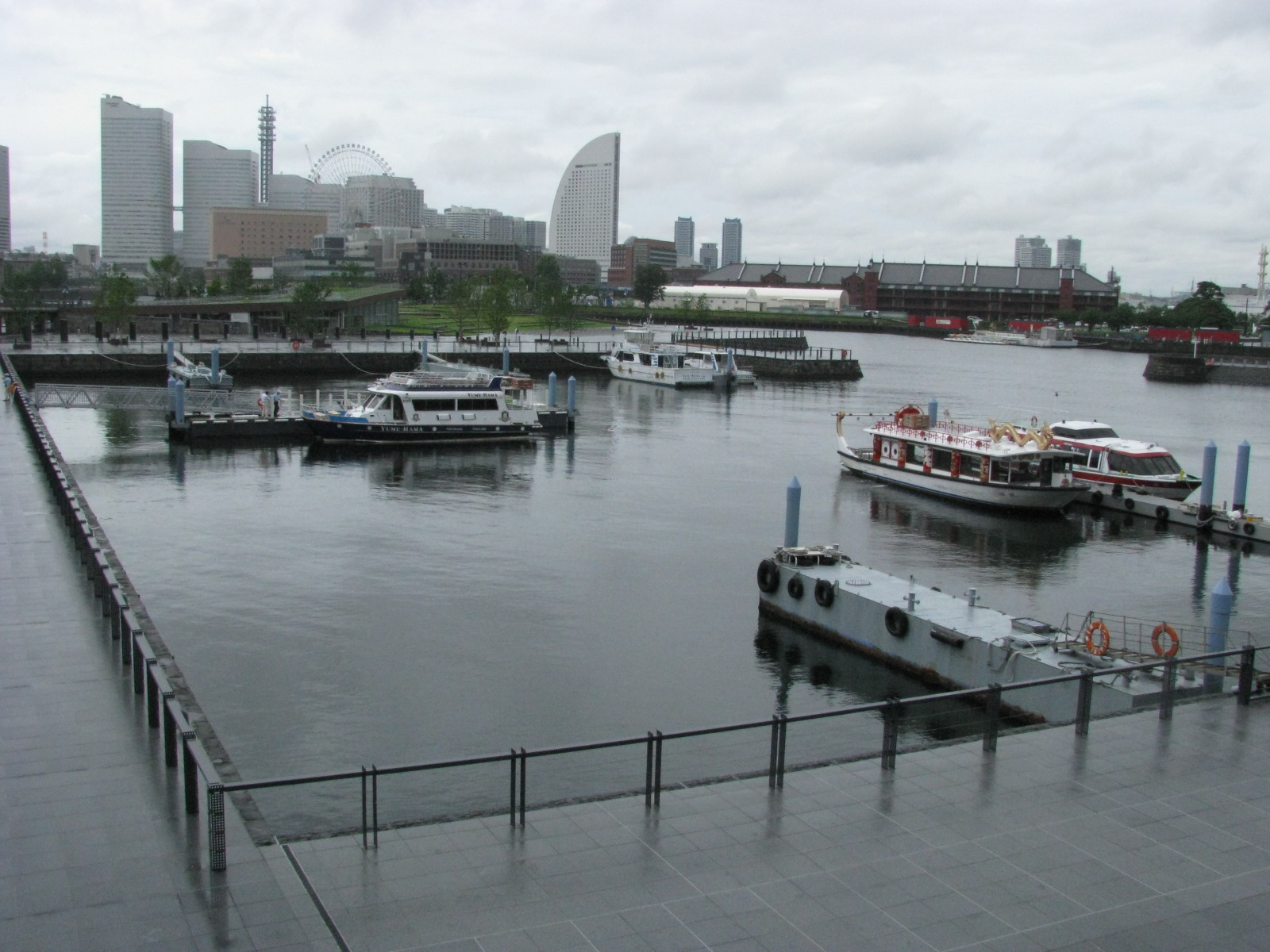
象の鼻防波堤の手前から撮影
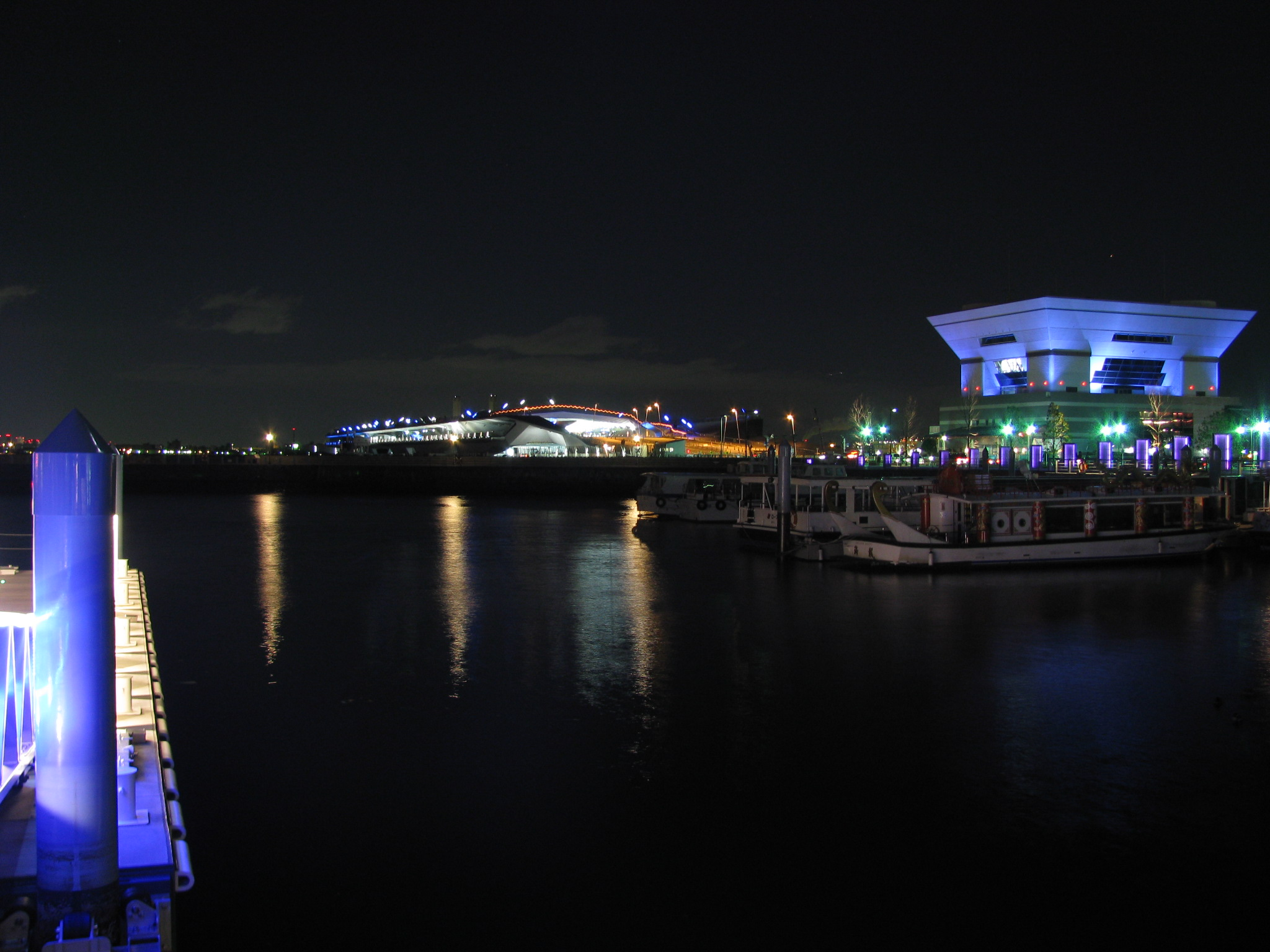
当公園からの夜景、象の鼻防波堤と大さん橋およびふ頭ビルが見える
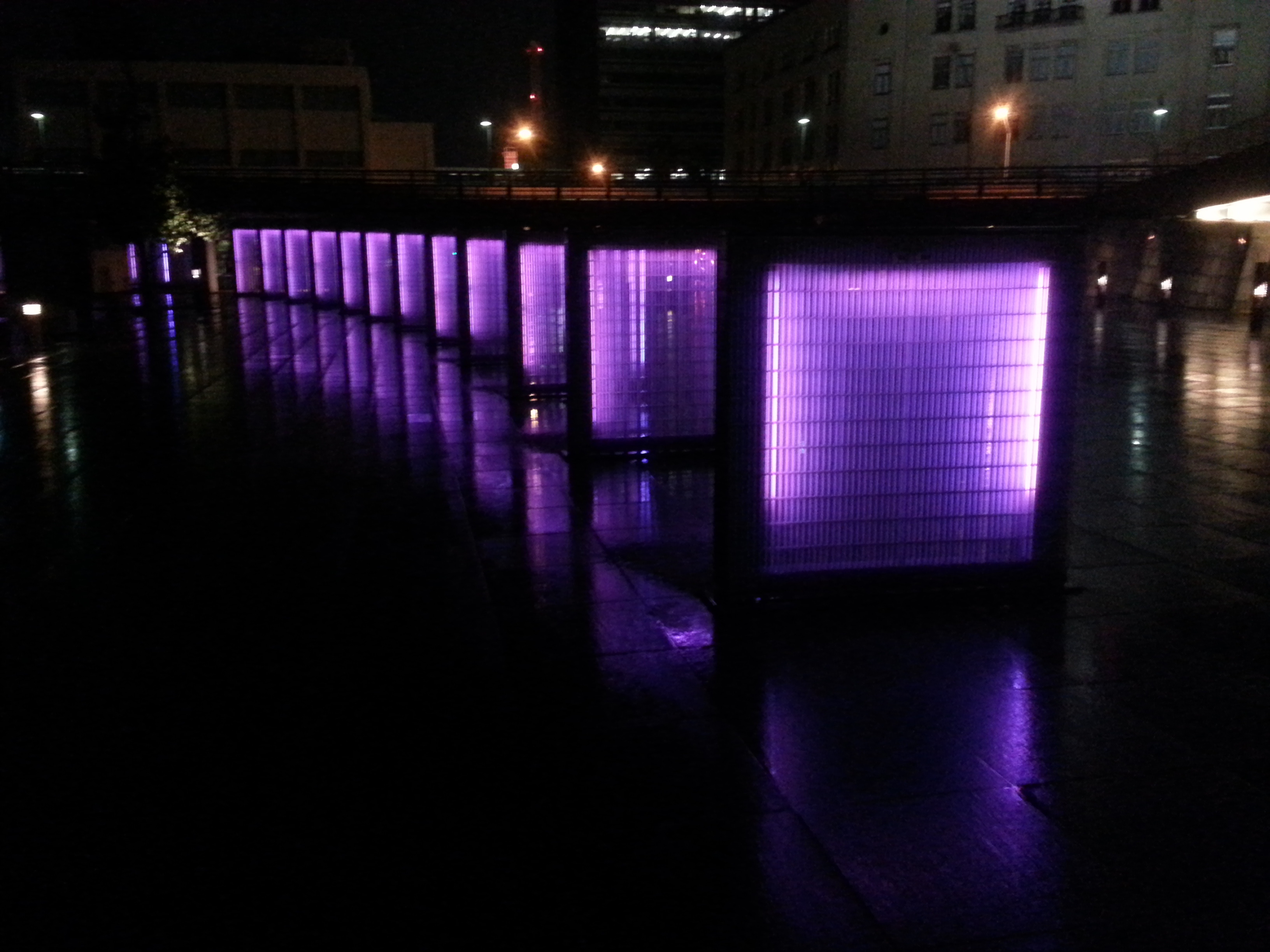
園内のライトアップ（薄紫色）
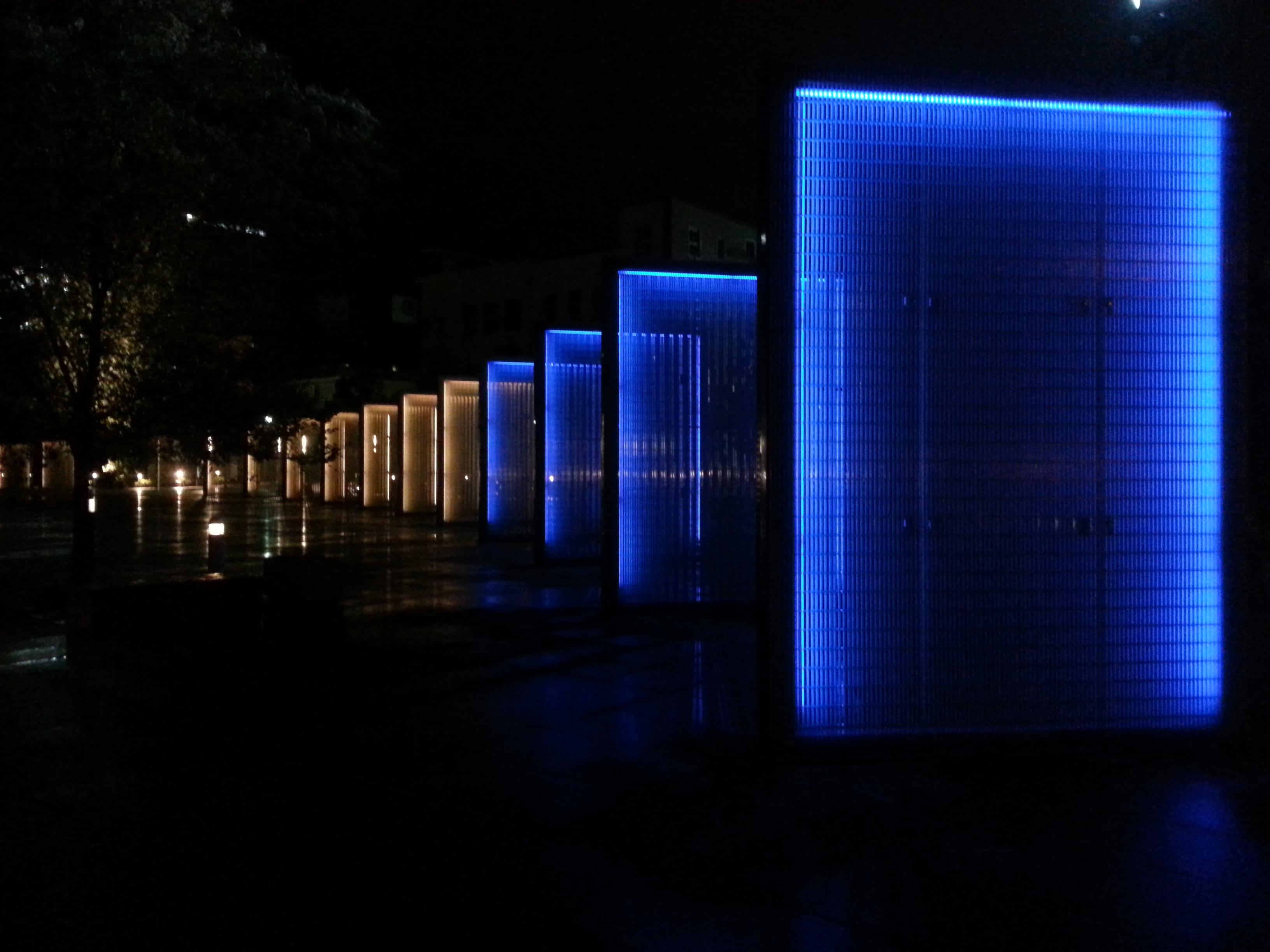
園内のライトアップ（青色・奥は電球色）
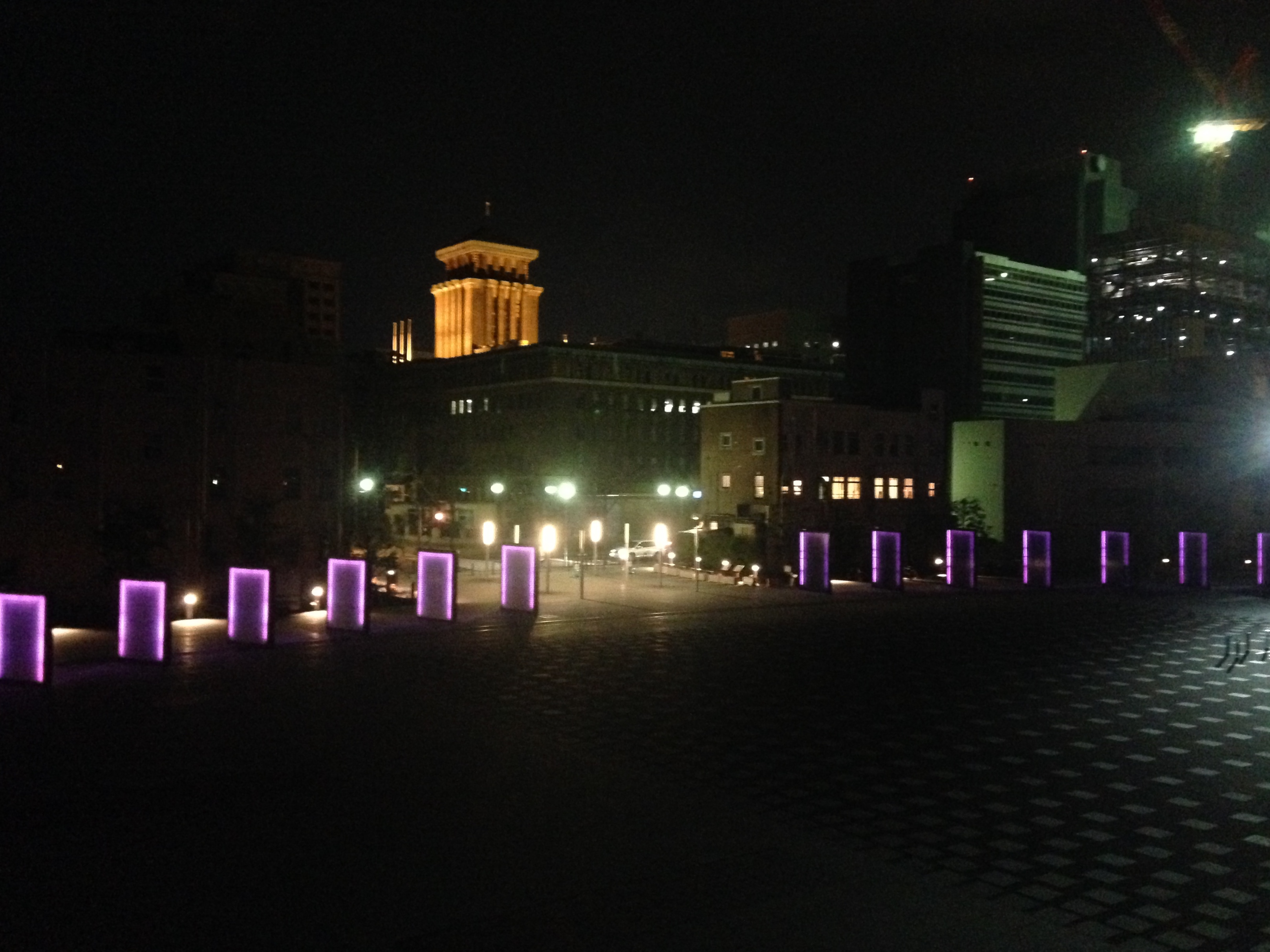
上部にキングの塔が見える